# Evropský pohár v ledolezení 2022/2023
6. Evropský pohár v ledolezení 2022/2023 (anglicky UIAA Ice Climbing European Cup 2022/2023) probíhal od listopadu 2022 do února 2023. Celkem ve čtyřech městech a zemích se závodilo pouze v jedné disciplíně (obtížnost) pod patronací Mezinárodní horolezecké federace (UIAA).

## Přehledy závodů
Počítání bodů bylo stejné jako na závodech světového poháru, do výsledků se počítaly výsledky ze všech čtyř závodů.

### Česká stopa
Závodů se zúčastnilo 7 mužů a 6 žen, z toho nejlépe skončila Aneta Loužecká, která získala v celkovém hodnocení bronzovou medaili.

### Kalendář
| Kalendář závodů EP 2022/2023 v ledolezení | Kalendář závodů EP 2022/2023 v ledolezení | Kalendář závodů EP 2022/2023 v ledolezení | Kalendář závodů EP 2022/2023 v ledolezení | Kalendář závodů EP 2022/2023 v ledolezení | Kalendář závodů EP 2022/2023 v ledolezení | Kalendář závodů EP 2022/2023 v ledolezení | Kalendář závodů EP 2022/2023 v ledolezení |
| Datum                                     | Místo                                     | Země                                      | Web                                       | Počet závodníků                           | Počet závodníků                           | Počet zemí                                | Počet zemí                                |
| Datum                                     | Místo                                     | Země                                      | Web                                       | muži                                      | ženy                                      | muži                                      | ženy                                      |
| ----------------------------------------- | ----------------------------------------- | ----------------------------------------- | ----------------------------------------- | ----------------------------------------- | ----------------------------------------- | ----------------------------------------- | ----------------------------------------- |
| 26. listopadu                             | Žilina                                    | Slovensko                                 |                                           | 48                                        | 17                                        |                                           |                                           |
| 3. prosince                               | Brno                                      | Česko                                     |                                           | 53                                        | 25                                        |                                           |                                           |
| 18. února                                 | Glasgow                                   | Spojené království                        |                                           | 39                                        | 19                                        |                                           |                                           |
| 25.–26. února                             | Oulu                                      | Finsko                                    |                                           | 37                                        | 21                                        |                                           |                                           |
| Celkem                                    | 4                                         | 4                                         | iceclimbing.sport                         | 83                                        | 45                                        |                                           |                                           |

### Výsledky mužů - obtížnost
| Výsledky EP v ledolezení na obtížnost 2022/2023 - muži | Výsledky EP v ledolezení na obtížnost 2022/2023 - muži | Výsledky EP v ledolezení na obtížnost 2022/2023 - muži | Výsledky EP v ledolezení na obtížnost 2022/2023 - muži | Výsledky EP v ledolezení na obtížnost 2022/2023 - muži | Výsledky EP v ledolezení na obtížnost 2022/2023 - muži | Výsledky EP v ledolezení na obtížnost 2022/2023 - muži | Výsledky EP v ledolezení na obtížnost 2022/2023 - muži |
| Pořadí                                                 | Jméno                                                  | Země                                                   | Body                                                   | Žilina                                                 | Brno                                                   | Glasgow                                                | Oulu                                                   |
| ------------------------------------------------------ | ------------------------------------------------------ | ------------------------------------------------------ | ------------------------------------------------------ | ------------------------------------------------------ | ------------------------------------------------------ | ------------------------------------------------------ | ------------------------------------------------------ |
| 1.                                                     | Virgile Devin                                          | Francie                                                | 340                                                    | 8. 40                                                  | 1. 100                                                 | 1. 100                                                 | 1. 100                                                 |
| 2.                                                     | Dennis van Hoek                                        | Nizozemsko                                             | 315                                                    | 1. 100                                                 | 4. 55                                                  | 2. 80                                                  | 2. 80                                                  |
| 3.                                                     | Basile Fetet                                           | Francie                                                | 232                                                    | 4. 55                                                  | 3. 65                                                  | 3. 65                                                  | 6. 47                                                  |

### Výsledky žen - obtížnost
| Výsledky EP v ledolezení na obtížnost 2022/2023 - ženy | Výsledky EP v ledolezení na obtížnost 2022/2023 - ženy | Výsledky EP v ledolezení na obtížnost 2022/2023 - ženy | Výsledky EP v ledolezení na obtížnost 2022/2023 - ženy | Výsledky EP v ledolezení na obtížnost 2022/2023 - ženy | Výsledky EP v ledolezení na obtížnost 2022/2023 - ženy | Výsledky EP v ledolezení na obtížnost 2022/2023 - ženy | Výsledky EP v ledolezení na obtížnost 2022/2023 - ženy |
| Pořadí                                                 | Jméno                                                  | Země                                                   | Body                                                   | Žilina                                                 | Brno                                                   | Glasgow                                                | Oulu                                                   |
| ------------------------------------------------------ | ------------------------------------------------------ | ------------------------------------------------------ | ------------------------------------------------------ | ------------------------------------------------------ | ------------------------------------------------------ | ------------------------------------------------------ | ------------------------------------------------------ |
| 1.                                                     | Marianne van der Steen                                 | Nizozemsko                                             | 380                                                    | 1. 100                                                 | 2. 80                                                  | 1. 100                                                 | 1. 100                                                 |
| 2.                                                     | Olga Kosek                                             | Polsko                                                 | 221                                                    | 5. 51                                                  | 7. 43                                                  | 2. 80                                                  | 6. 47                                                  |
| 3.                                                     | Aneta Loužecká                                         | Česko                                                  | 189                                                    | 6. 47                                                  | 5. 51                                                  | 5. 51                                                  | 8. 40                                                  |

### Medaile celkově
| pořadí | stát       | Zlatá medaile | Stříbrná medaile | Bronzová medaile | celkem |
| ------ | ---------- | ------------- | ---------------- | ---------------- | ------ |
| 1.     | Nizozemsko | 1             | 1                | 0                | 2      |
| 1.     | Francie    | 1             | 0                | 1                | 2      |
| 3.     | Polsko     | 0             | 1                | 0                | 1      |
| 4.     | Česko      | 0             | 0                | 1                | 1      |